# Quedema Asgade
Quedema Asgade (em amárico: ቅድመ አስገድ , transc.: k’idime āsigidi , "que aplica a previdência", também conhecido como Ouedem Sagad)  foi Imperador da Etiópia (nəgusä nägäst, de 1296 – 1297) e membro da dinastia salomónica. Era o filho de Iagba-Sion e sucedeu a seu irmão Hezeba Asgade. 

## Reinado
Os historiadores estão divididos sobre a linha sucessória após a morte de Iagba-Sion. Paul B. Henze segue os textos da tradição ortodoxa que afirmam que Iagba-Sion não conseguiu decidir qual de seus filhos herdaria seu reino, e instruiu que cada um governasse por um ano. Taddesse Tamrat, por outro lado, registra que o reinado de Iagba-Sion foi seguido por confusão dinástica, durante a qual cada um de seus filhos ocupou o trono.  O certo é que uma expansão islâmica no período desestabilizou a região,   que só voltou a normalidade com a ascensão de Uidim-Reade irmão mais novo de Iagba-Sion em 1299 